# Evangelische Kirche (Hochscheid)

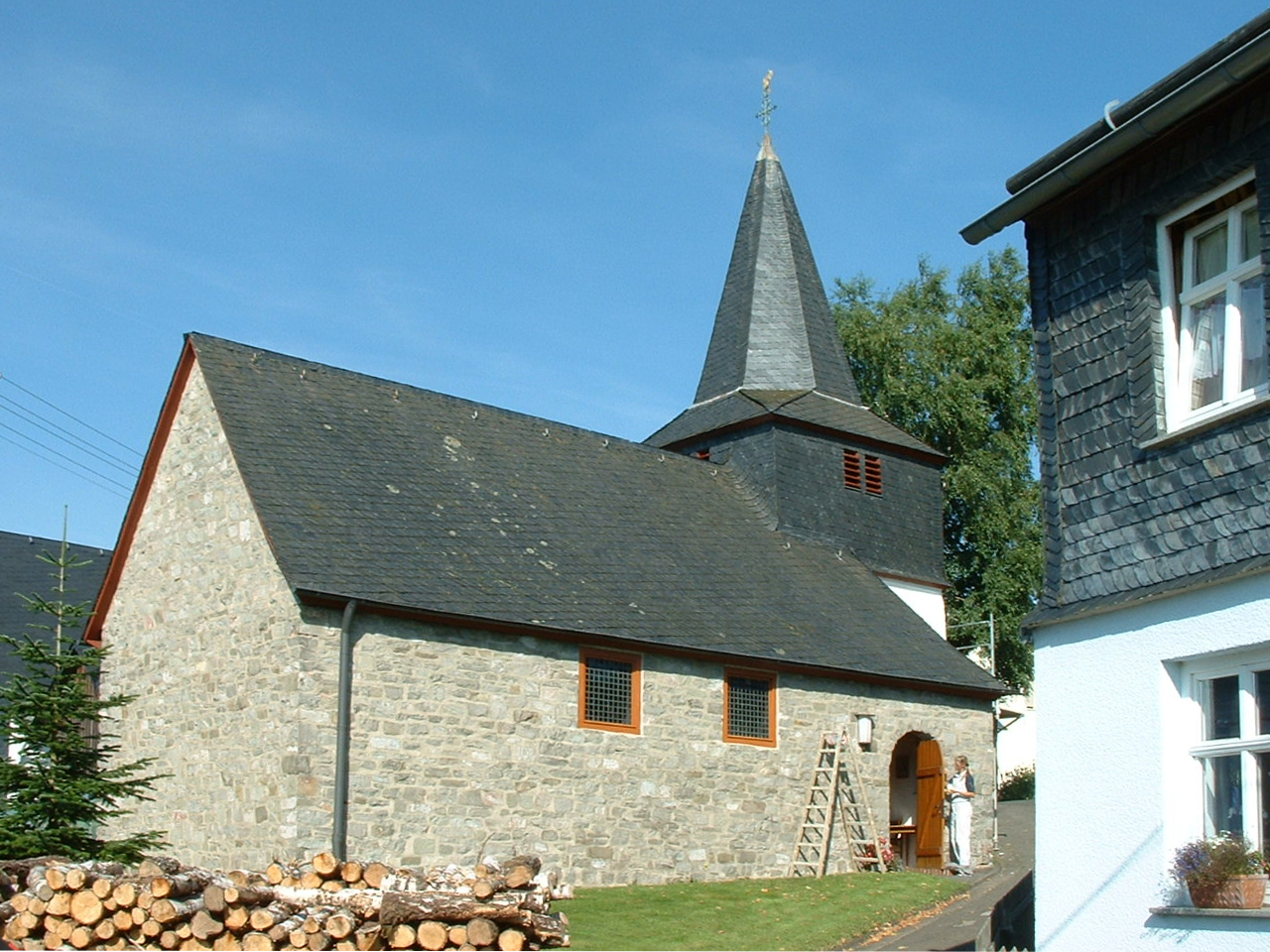
Evangelische Kirche Hochscheid

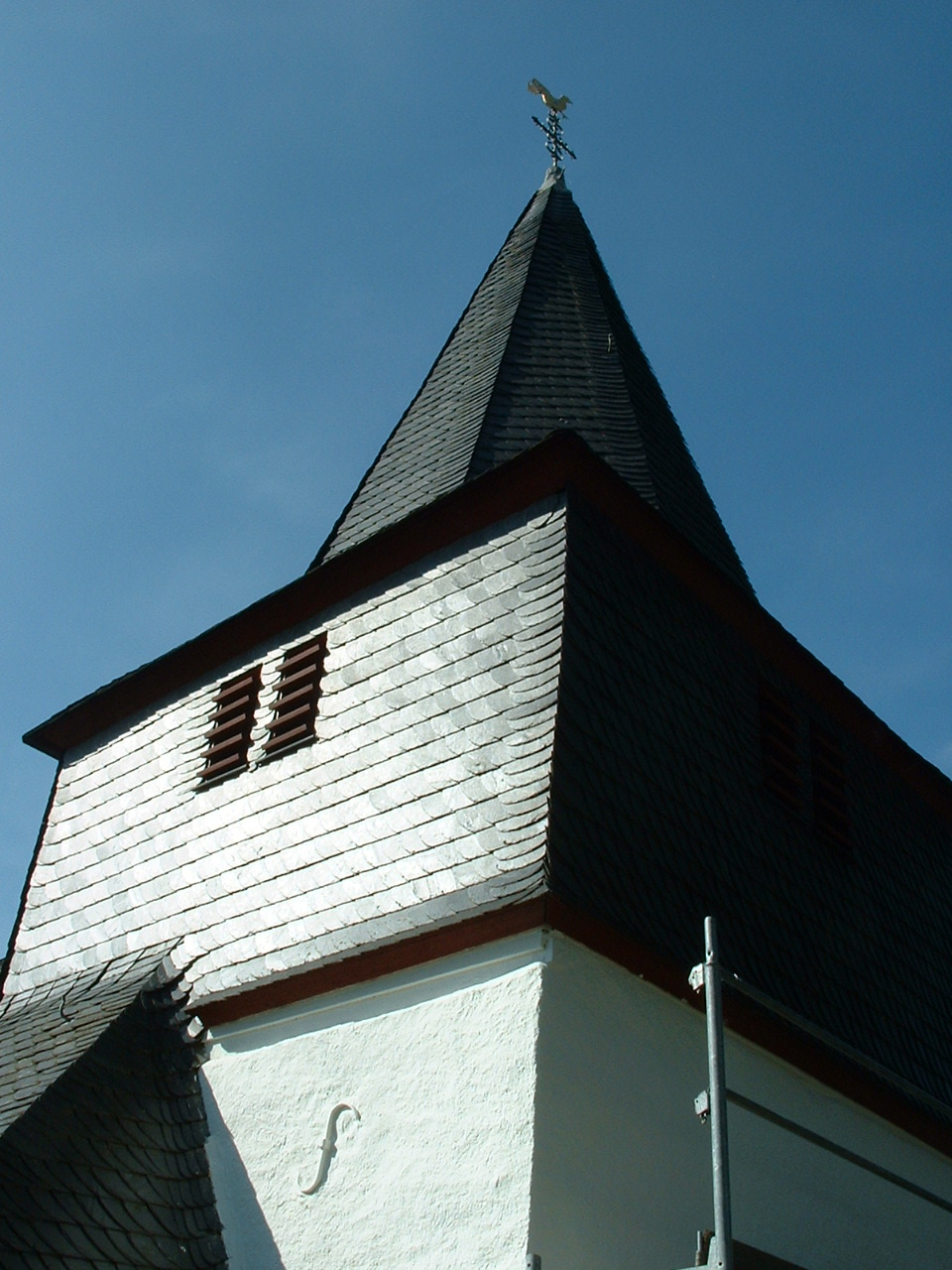
Turm

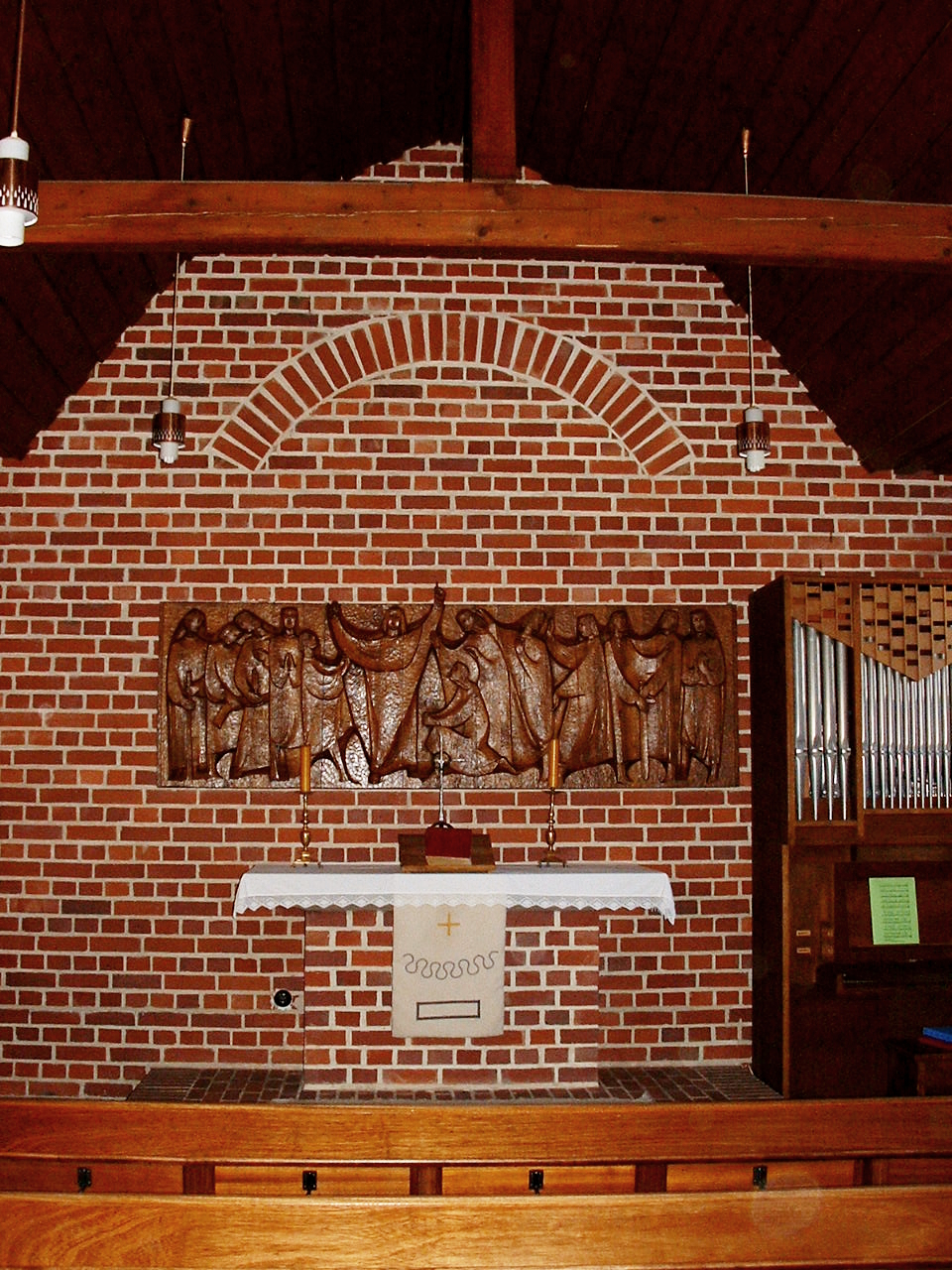
Kircheninneres und Altar

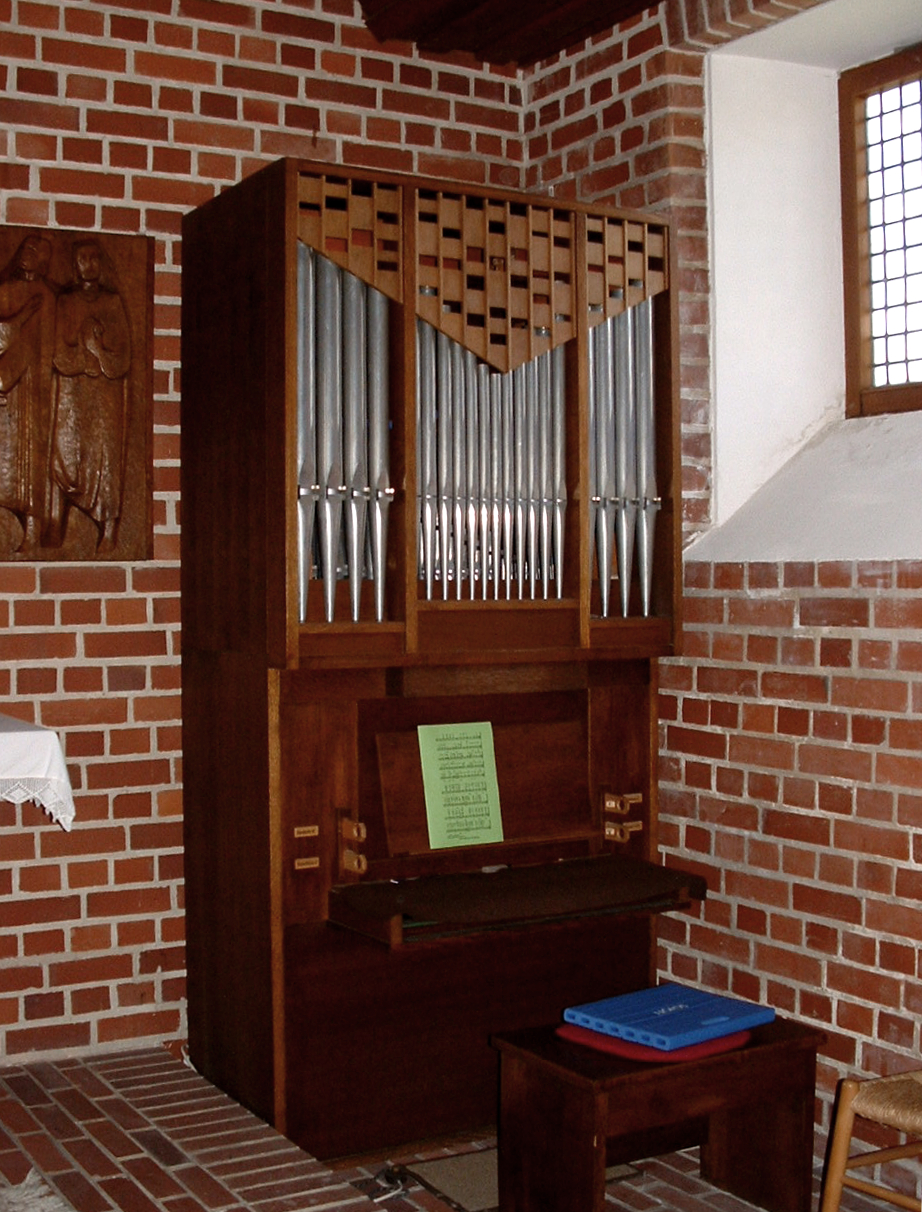
Orgel

Die Evangelische Kirche Hochscheid ist die evangelische Dorfkirche in Hochscheid, einer Gemeinde im Landkreis Bernkastel-Wittlich in Rheinland-Pfalz.

## Geschichte
Eine wahrscheinlich dem heiligen Ägidius geweihte Kapelle wurde erstmals 1530 erwähnt. Sie wird 1743 als zerstört beschrieben, was möglicherweise auf Schäden im Dreißigjährigen Krieg zurückgeht. Kapelle und Turm wurden 1751 wieder aufgebaut. 1790 stand jedoch nur mehr der dreigeschossige Turm, der die Jahreszahl 1780 trägt. In der Kapelle befand sich eine Glocke von 1629 mit der Inschrift Johann Burchart Trarbach Pfarher zu Clenich. Johann Schüßler Kirchenmeister. Anno MDCXXIX aufgehängt.
1920 wurde ein als Winterschule, Kindergarten und Übungsraum für den Musikverein genutzter Raum an den Turm angebaut. Etwa 1960 wurde eine kleine Saalkirche an den Turm gefügt. Hochscheid war nie eine eigene Kirchengemeinde, sondern gehörte stets zu Kleinich. Die Fusion der Kirchengemeinden Kleinich, Hirschfeld-Horbruch und Krummenau erfolgte 2008. Seither finden in Hochscheid zweiwöchentlich Gottesdienste statt.

## Architektur
Die kleine mitten im Dorf am Rand der Römerstraße stehende Kirche besitzt ein hölzernes Altarbild und eine Glocke von 1530. Der niedrige Turm wird von einem verschieferten Glockengeschoss und eingezogenem Spitzhelm gekrönt. Das anschließende unverputzte Kirchenschiff aus Bruchsteinmauerwerk besitzt rundbogige Fenster und einen rundbogigen Eingang.